# Acacia binervata
Acacia binervata, comúnmente conocida como two-veined hickory, es un arbusto o árbol que es endémico del este de Australia.

## Descripción
El arbusto alto que alcanza una altura de 5 metros (5,5 yd) o el árbol de 15 metros (16,4 yd) de altura tiene un hábito erecto a extendido con corteza de color gris-negro o gris-marrón que puede ser lisa o rugosa. Las ramitas glabras están anguladas hacia los ápices.

Tiene filodos en lugar de hojas verdaderas que tienen dos venas prominentes (que le dan a la planta su nombre específico binervata). Los filodos perennes tienen una forma estrechamente elíptica a ampliamente elíptica o ocasionalmente lanceolada y son rectos o a veces subfalcados con una longitud de 6 a 14 centímetros (2,4 a 5,5 plg) y un ancho de 10 a 30 milímetros (0,4 a 1,2 plg). Florece entre agosto y noviembre produciendo inflorescencias que ocurren en grupos de tres a doce en racimos axilares. Las cabezas de flores esféricas tienen un diámetro de 5 a 10 milímetros (0,2 a 0,4 plg) y contienen de 30 a 50 flores de color amarillo pálido a casi blanco. Las vainas de semilla firmemente papiráceas a coriáceas que se forman después de la floración son rectas y planas y pueden estar constreñidas entre las semillas. Las vainas tienen una longitud de 3,5 a 14 centímetros (1,4 a 5,5 plg) y un ancho de 9 a 14 milímetros (0,4 a 0,6 plg) con semillas dispuestas longitudinalmente en su interior. Las semillas brillantes y negras tienen una forma oblongo-elíptica con una longitud de alrededor de 5 milímetros (0,2 plg) y con un arilo negro.

## Taxonomía
La especie fue descrita formalmente por el botánico Augustin Pyramus de Candolle en 1825 como parte de la obra Leguminosae. Prodromus Systematis Naturalis Regni Vegetabilis. Más tarde fue reclasificada como Racosperma binervatum en 1987 por Leslie Pedley y luego transferida de nuevo al género Acacia en 2014. El único otro sinónimo es Acacia umbrosa.

## Distribución
La planta se encuentra a lo largo de la costa este de Australia desde el sureste de Queensland hasta gran parte de la costa de Nueva Gales del Sur. Se encuentra desde alrededor de Narooma en el sur de Nueva Gales del Sur hasta alrededor de Mittagong en el oeste hasta alrededor del área del Monte Tamborine en el sur de Queensland. Crece en sitios húmedos en suelos arenosos o basálticos como parte del bosque alto de esclerófila o en los márgenes de las comunidades de selva tropical.

## Cultivo
La planta puede crecer a partir de semillas, aunque las semillas deben ser escarificadas antes de plantarlas. Es una planta resistente y de crecimiento rápido que se adapta bien en áreas húmedas y prefiere posiciones de pleno sol o sombra parcial. Es un árbol de sombra denso o árbol de refugio o seto que es resistente a las heladas.
Patógeno de plantas y especies fúngicas Sarcostroma acaciae se encuentran en varias especies de Acacia, incluida Acacia binervata en Australia. Causan manchas en las hojas.